# 3291 Dunlap
A 3291 Dunlap (ideiglenes jelöléssel 1982 VX3) a Naprendszer kisbolygóövében található aszteroida. Hiroki Kosai,  Kiichiro Hurukawa fedezte fel 1982. november 14-én.